# Hystricia albimana
Hystricia albimana är en tvåvingeart som beskrevs av Charles Howard Curran 1942. Hystricia albimana ingår i släktet Hystricia och familjen parasitflugor.
Artens utbredningsområde är Ecuador. Inga underarter finns listade i Catalogue of Life.